# Entrín Bajo
Entrín Bajo es un municipio español, perteneciente a la provincia de Badajoz (comunidad autónoma de Extremadura).

## Situación
Se encuentra a escasa distancia de Corte de Peleas. Pertenece a la comarca de Tierra de Barros y al  partido judicial de Almendralejo.

## Historia
A la caída del Antiguo Régimen la localidad forma parte del municipio constitucional de Corte de Peleas en la región de Extremadura. Desde 1834 quedó integrado en el  partido judicial de Almendralejo. En el censo de 1842 contaba con 19 hogares y 69 vecinos.
Tiene un importante valor histórico, ya que se ha conservado muy bien después del paso de los romanos, y aún puede apreciarse obras creadas por ellos.
Este pueblo ha estado desde hace muchos años vinculado de corazón con la Iglesia. En Semana Santa, en la cual podemos ver unas preciosas procesiones en las que los nazarenos (desde los más pequeños a los más ancianos del pueblo) acompañan a la Virgen María y a Jesucristo.

## Demografía
Entrín Bajo cuenta con una población de 540 habitantes (INE 2024).
| Gráfica de evolución demográfica de Entrín Bajo entre 1930 y 2021 |
| |
| Población de derecho según los censos de población del INE. Población de hecho según los censos de población del INE.Entre el censo de 1930 y el anterior, aparece este municipio porque se segrega del municipio Corte de Peleas. |

## Patrimonio
Iglesia parroquial católica bajo la advocación de La Asunción de Nuestra Señora, en la archidiócesis de Mérida-Badajoz.

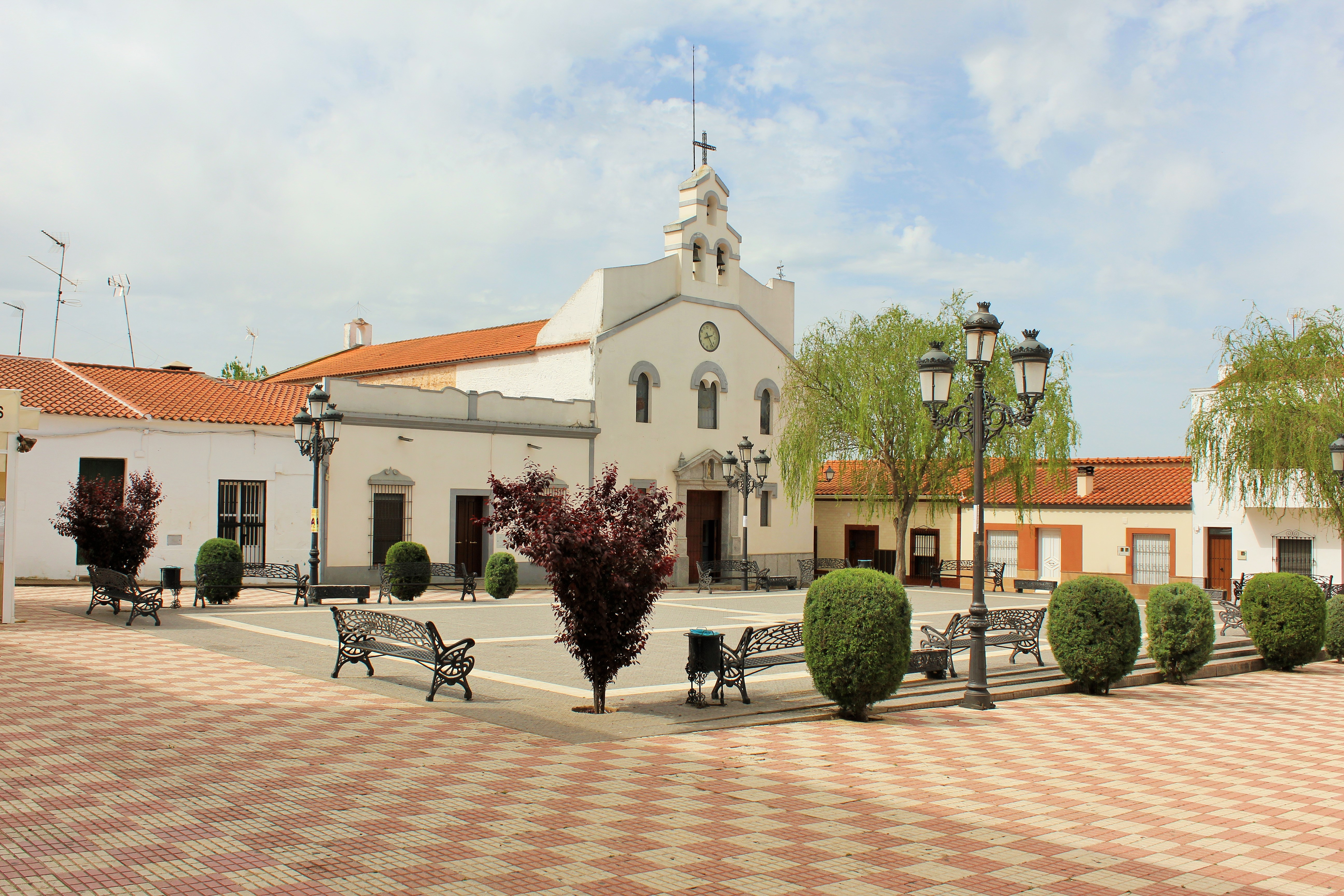
Plaza e iglesia parroquial de La Asunción
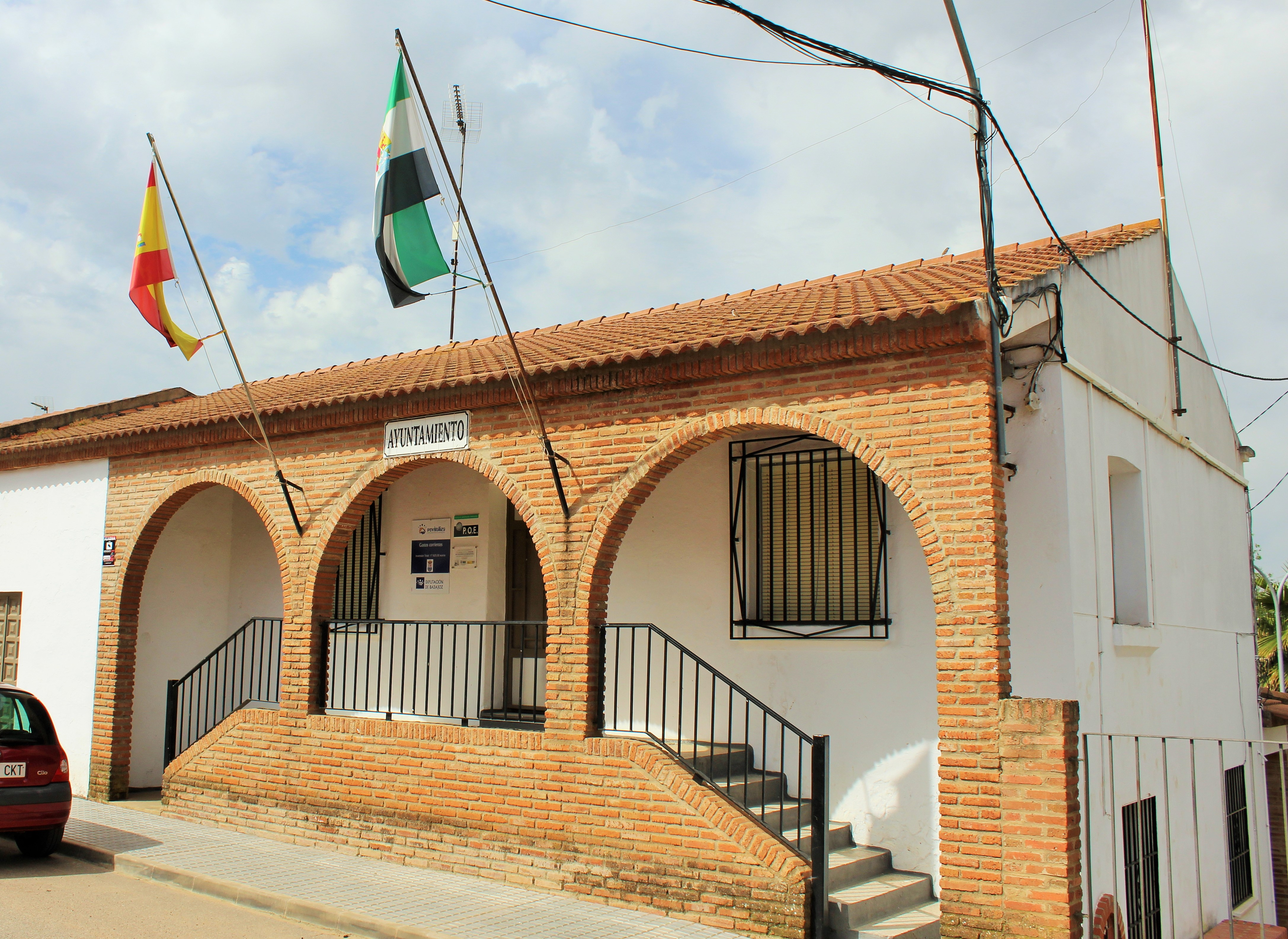
Ayuntamiento.
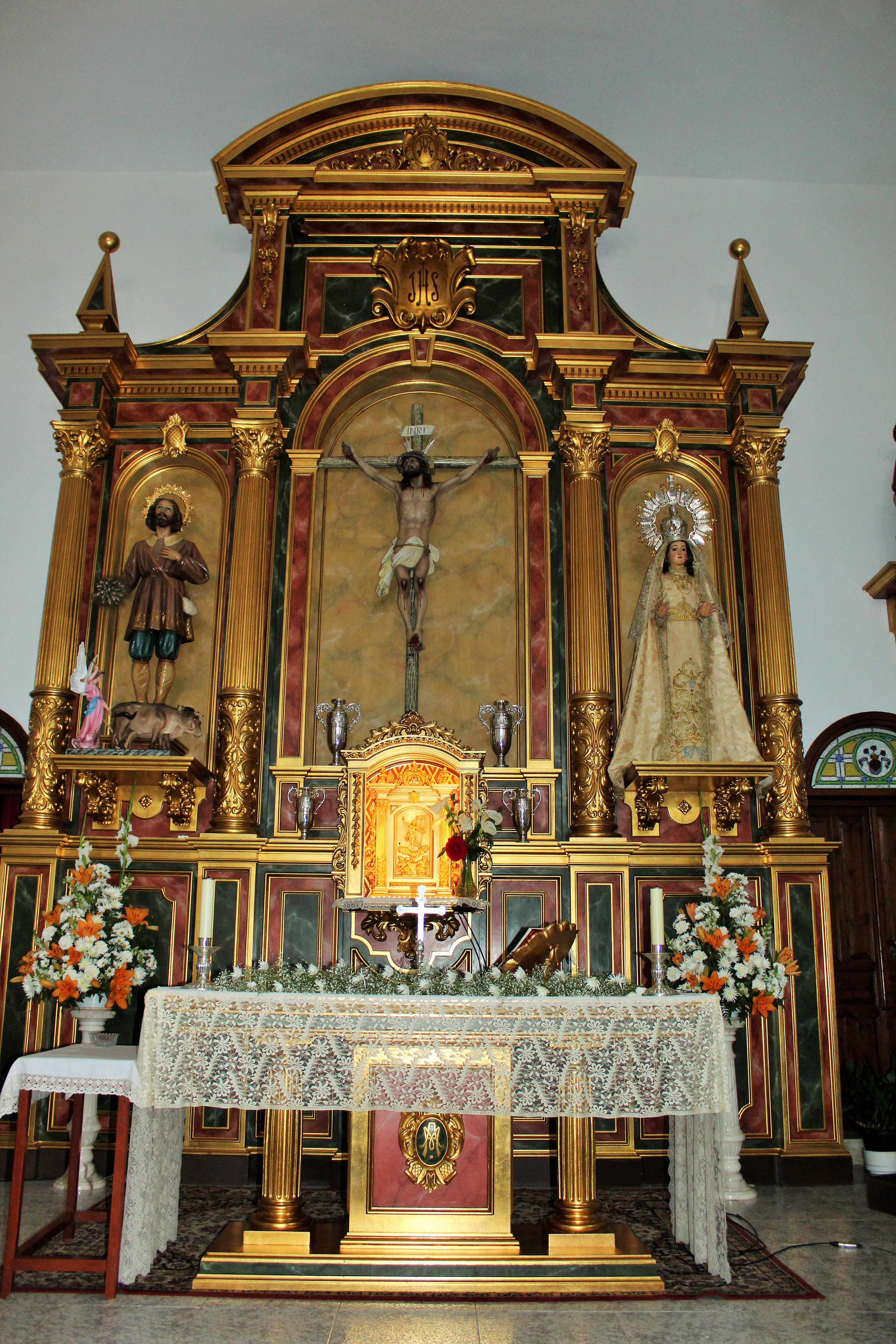
Retablo y altar mayor de iglesia parroquial.
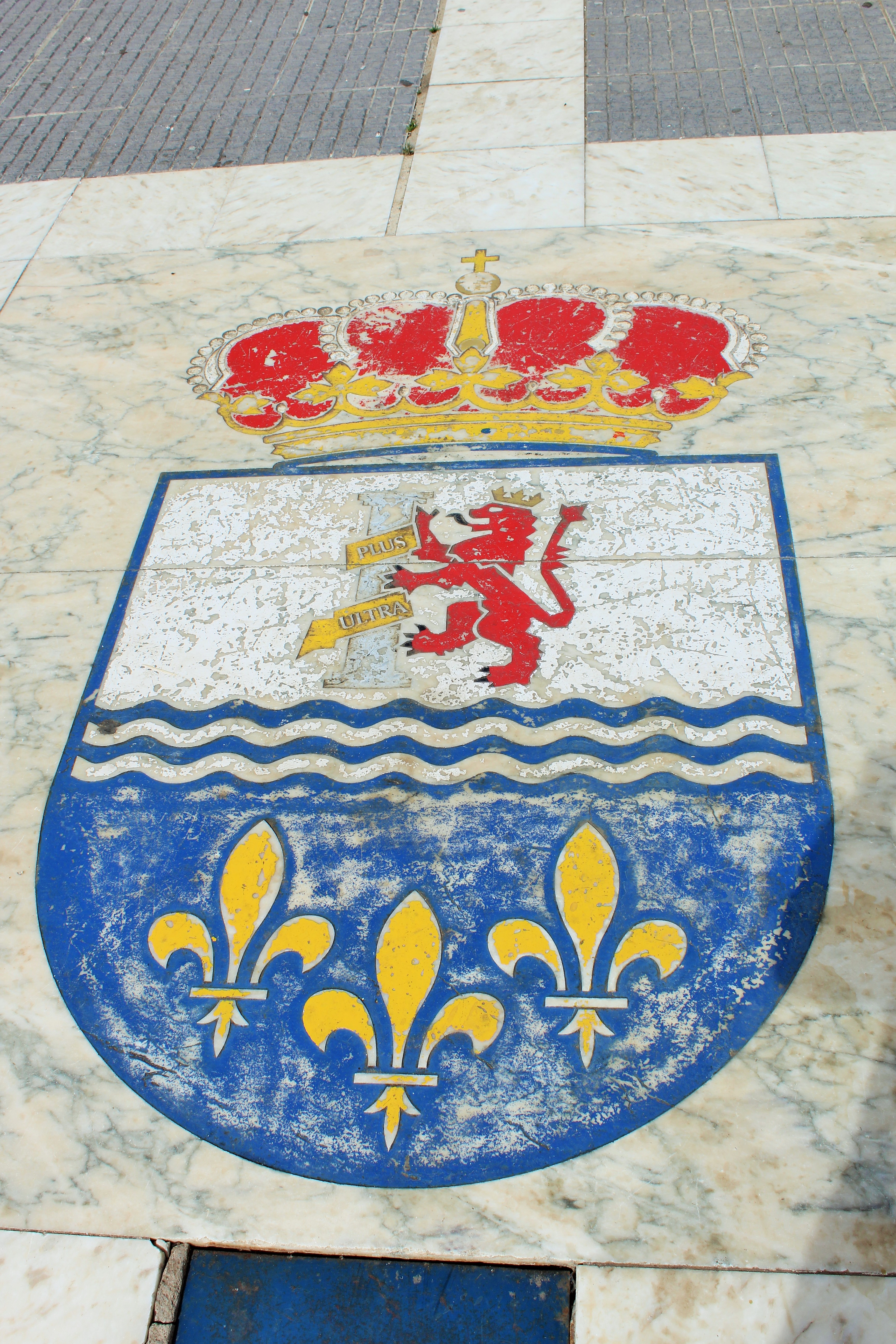
Mosaico del escudo de Entrín Bajo.
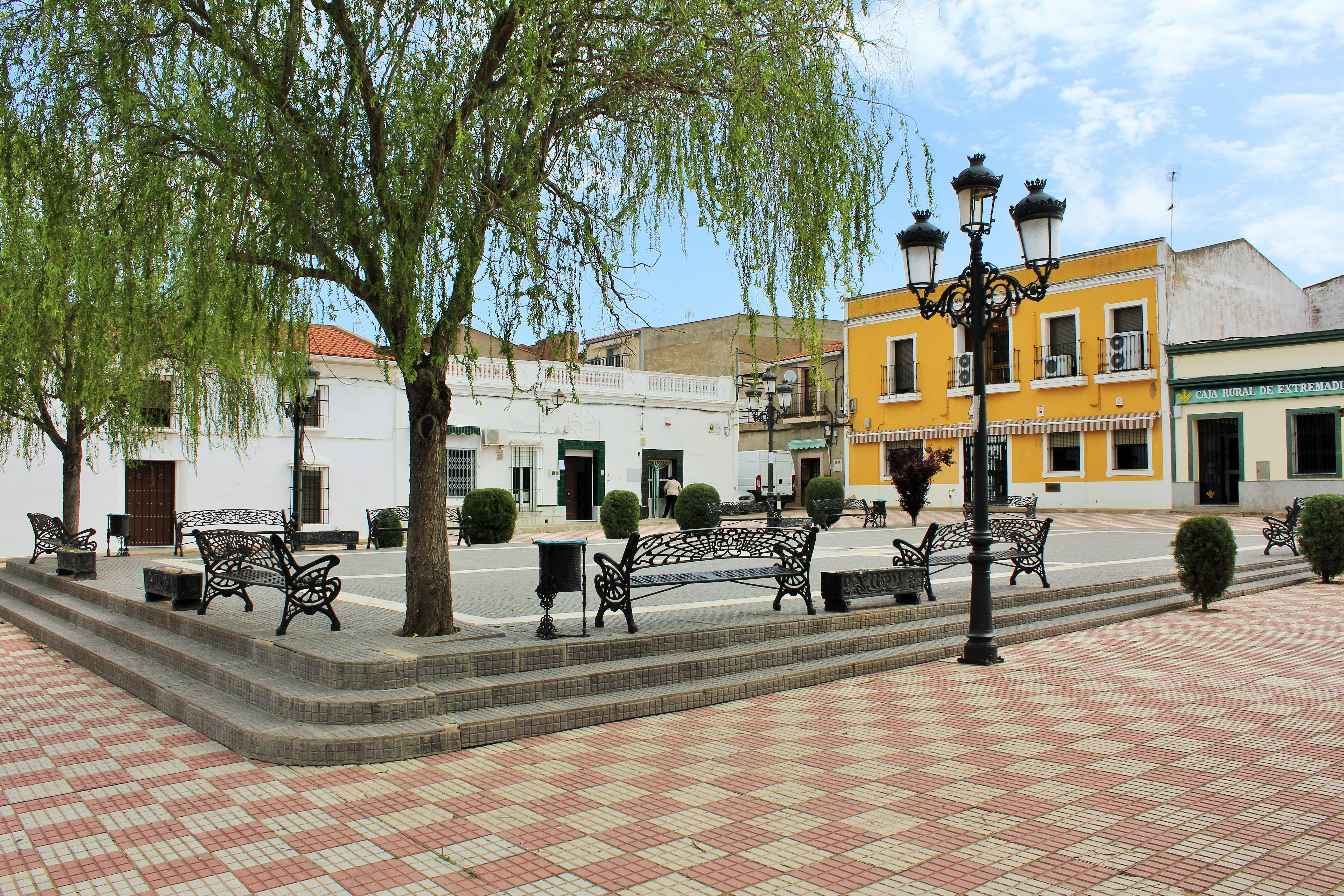
Parque de Entrín Bajo.